# دوناتو کریسی
دوناتو کریسی (ایتالیایی: Donato Carrisi؛ زادهٔ ۲۵ مارس ۱۹۷۳) نویسنده، فیلم‌نامه‌نویس، روزنامه‌نگار، نمایشنامه‌نویس، و کارگردان فیلم اهل ایتالیا است.
وی کارگردان فیلم‌هایی همچون دختری در مه بوده‌است.